# 러시아 백군
러시아 백색 운동(Белое движение 벨로에 드비졔니예[*]), 그리고 그 무력인 백군(Белая Армия 벨라야 아르미야[*]) 또는 백위대(Белая Гвардия 벨라야 그바르디야[*])는 10월 혁명으로 집권한 볼셰비키에 대항하여 러시아 내전에서 싸운 반혁명세력을 말한다. 이들 구성원을 백색파(Белые, 볠리예 또는 белогвардейцы , 볠로그바르데이치)라고 한다. 백색은 원래 왕당파의 색깔로서, 적색을 상징으로 삼은 볼셰비키나 붉은 군대와 대비로서 이름붙여졌다. 러시아 내전에서 최종적으로 볼셰비키가 승리함에 따라 이들은 해외로 망명하거나 또는 볼셰비키에 체포되어 처형되었다.

## 조직과 이념
백색파의 의미는 다양하게 해석된다. 첫째로, 이것은 적색파(볼셰비키 공산주의자와 붉은군대)와 정반대 세력이라는 것을 말한다. 둘째로, 백색은 왕당파를 지칭한다. 역사적으로 통일된 러시아의 첫 번째 군주인 이반 3세는 라틴어로 Albus Rex 즉 "하얀 짜르"라고 불렸다. 또한 하얀색은 프랑스 부르봉 왕조 상징색이기도 하였다. 세 번째로는 백군의 병사들은 전통적인 러시아군의 하얀색 제복을 착용하였다.

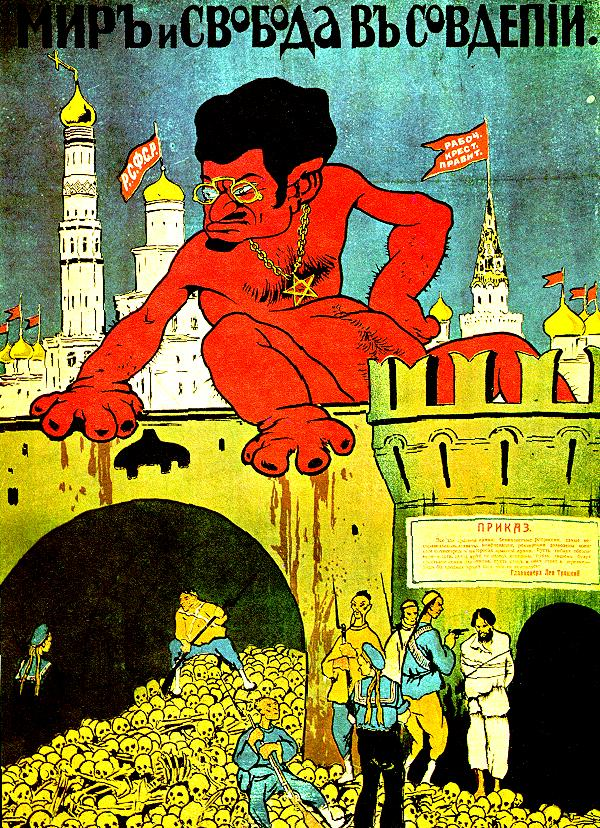
트로츠키를 악마로 묘사한 백군의 반유대주의 선전포스터

엄밀히 따지면, "백군"은 단일한 조직으로서 존재하지 않았다. 이들은 상호 조정이나 통합력이 없는 여러 반혁명 세력의 느슨한 연합이었다. 그리고 대부분의 백군의 지휘관들은 명확한 이념조차 가지고 있지 않았다. 코르닐로프나 데니킨과 같은 러시아 제국의 장군 출신도 제정을 부활시키려던 왕당파는 아니었다. 브랑겔은 제정을 선호하고 러시아 전통사상을 기초로 한 정치이념을 창안하기도 하였으나, 민주 공화정은 수용하는 입장이었다. 그리하여 알려진 바와는 달리, 모든 백군이 제정을 부활시키기 위한 왕당파는 아니었다.
백색 운동(반혁명운동)에는 물론 왕당파도 섞여 있었다. 미하일 디테리흐스 같은 자는 극동에서 니콜라이 2세의 동생이던 니콜라이 로마노프 대공을 그가 현지에 부재했음에도 불구하고 차르로 옹립하기도 하였다.
이런 이념들은 후에 내전에서 패한후 해외로 망명한 반볼셰비키 러시아인의 정치이념이 되기도 하였다. 이들의 대표적인 인물로는 이반 일리인이 있고 이들의 사상을 "백색 이념"이라고도 한다.
백군은 러시아 제국의 해체를 불용하였고, 특히 소수민족의 분리독립을 절대로 반대하였다.
백군은 서구식 자유주의자들 뿐만 아니라, 사회혁명당이나 멘셰비키 등의 비볼셰비키 사회주의자의 일부에게도 지지를 받고 있었다. 물론 사회혁명당은 시기나 정황에 따라서 적군을 지지하기도 하였다.

## 구성
백군는 여러 잡다한 세력으로부터 병사를 충원하였다. 그리하여 볼셰비키에 계급적으로 대립되는 귀족뿐만 아니라, 기마 민족인 카자크나 농민을 징병하여 병사를 충원하기도 하였다.

## 러시아 내전의 참전자
백군은 주로 붉은 군대와 싸웠지만, 이들과의 별개의 세력도 내전에 존재하였다. 우크라이나의 민족주의자들의 녹색 군대와 무정부주의자들의 검은 군대는 적군이나 백군과 독립적으로 존재하면서 이들과 때로는 대립하거나 교전하면서 러시아 내전의 양상을 더욱 복잡하게 만들었다.

## 해외 세력의 지원
협상국(영국, 프랑스, 미국, 일본 제국)과 동맹국 (독일 제국, 오스트리아-헝가리, 오스만 제국, 불가리아 왕국)은 교전 중이었음에도 세계 최초로 수립된 공산정부를 전복시키기 위해 양쪽 모두 이들 백군을 물적으로 지원하거나 직접 군대를 파견하여 돕기도 했다. 그러나 이는 오히려 붉은군대가 백군을 "외세의 꼭두각시"로 선전할 수 있는 구실이 되었다. 그리하여 붉은군대가 오히려 러시아의 진정한 수호자로 일반 시민들에게 부각되는 계기가 되었고, 붉은군대의 지지도도 높아져서 오히려 내전에서 승리할 수 있는 계기가 되었다.

## 같이 보기
- 러시아 혁명
- 러시아 내전